# Silnice II/446
Silnice II/446 je silnice II. třídy, která vede z Olomouce ke hraničnímu přechodu Staré Město / Nowa Morawa. Je dlouhá 89,5 km. Prochází jedním krajem a dvěma okresy.

## Vedení silnice

### Olomoucký kraj, okres Olomouc
- Olomouc (křiž. II/448)
- Lazce (křiž. II/635)
- Černovír (křiž. III/4464)
- Chomoutov (křiž. III/4465)
- Březce (křiž. III/44613)
- Štěpánov (křiž. III/44618)
- Pňovice (křiž. II/447, III/44620, III/44621, peáž s II/447)
- Žerotín (křiž. II/447, peáž s II/447)
- Strukov
- Želechovice (křiž. III/44623)
- Uničov (křiž. II/449, II/444, III/44624, III/44626, III/31548, peáž s II/449, II/444)
- Nová Dědina
- Šumvald (křiž. III/4493, III/44627, III/44628, III/44629)

### Olomoucký kraj, okres Šumperk
- Dolní Libina (křiž. II/370, III/44412, peáž s II/370)
- Libina (křiž. III/31545, III/44629a, III/44630, peáž s II/370)
- Hrabišín (křiž. II/370, peáž s II/370)
- Nový Malín (křiž. III/44631, III/44635)
- Šumperk (křiž. I/11, III/44636)
- Bratrušov (křiž. III/44639)
- Lužná
- Kopřivná (křiž. III/44640)
- Hanušovice (křiž. II/369, II/312, III/44642, peáž s II/369)
- Staré Město (křiž. III/44644, III/44645, III/44646, III/44647, III/44649)